# Фряньково (Фурмановский район)
Фряньково — село в Фурмановском районе Ивановской области России, входит в состав Панинского сельского поселения.

## География
Расположено на берегу речки Змейка (приток Шачи) в 3 км на запад от центра поселения деревни Панино и в 3 км на северо-запад от райцентра города Фурманов.

## История

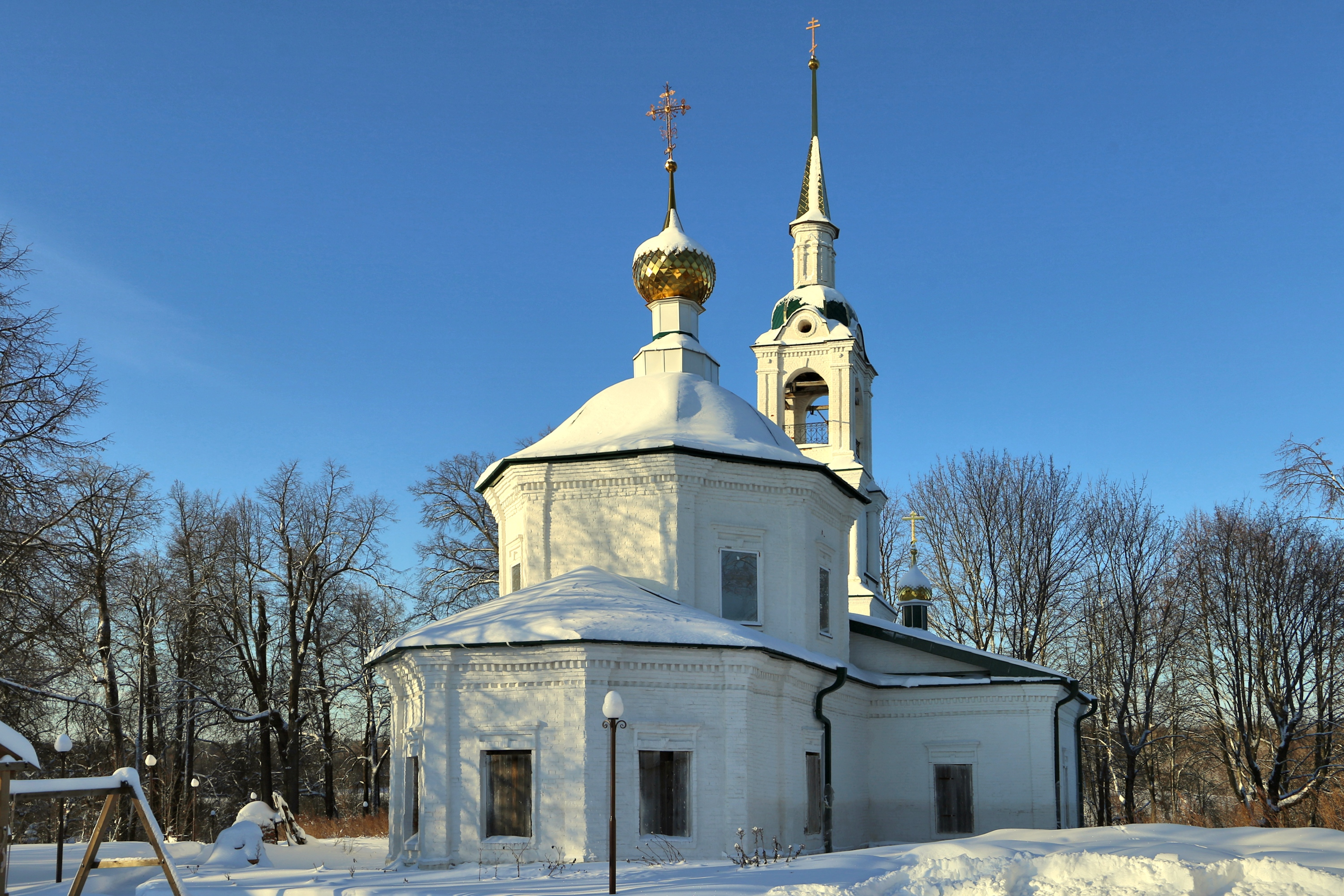
Церковь Николая Чудотворца

В XVII веке по административно-территориальному делению село входило в Костромской уезд в волость Емстну. В 1628 году упоминается церковь «великаго чудотворца Николы в селе Фрялкове в вотчине Воина Яковлева». 
В конце XIX — начале XX века село входило в состав Ильинско-Введенской волости Нерехтского уезда Костромской губернии, с 1918 года — в составе Середского уезда Иваново-Вознесенской губернии.
С 1929 года село являлось центром Фряньковского сельсовета Середского района Ивановской области, с 1976 года — в составе Панинского сельсовета, с 2005 года — в составе Панинского сельского поселения.

## Население
| 1872 | 1897 | 1907 | 2002 | 2010 |
| ---- | ---- | ---- | ---- | ---- |
| 207  | ↗254 | ↗360 | ↘181 | ↘147 |

## Достопримечательности
В селе расположена недействующая Церковь Николая Чудотворца (1757).